# Szczeka
Szczeka – wieś w Polsce położona w województwie świętokrzyskim, w powiecie staszowskim, w gminie Rytwiany.
W latach 1975–1998 miejscowość administracyjnie należała do województwa tarnobrzeskiego.
W 1629 roku właścicielem wsi w powiecie sandomierskim województwa sandomierskiego był Jan Magnus Tęczyński. Wieś wraz z folwarkiem wchodziła w 1662 roku w skład majętności rytwiańskiej Łukasza Opalińskiego. 

## Dawne części wsi – obiekty fizjograficzne
W latach 70. XX wieku przyporządkowano i opracowano spis lokalnych części integralnych dla Szczeki zawarty w tabeli 1.

| Nazwa wsi – miasta  | Nazwy części wsi – miasta                                                    | Nazwy obiektów fizjograficznych – charakter obiektu |
| ------------------- | ---------------------------------------------------------------------------- | --- |
| I. Gromada RYTWIANY |                                                                              | |
| 1. Szczeka          | 1. Duża Szczeka 2. Leśnictwo 3. Mała Szczeka 4. Pod Rzeką 5. Szczeka-Gajówka | 1. Brzózka — pole 2. Dodatki — las chłopski 3. Duży Las — las chłopski 4. Leśniczówka — pole 5. Łazek — pole, łąka 6. Łąki — łąka, pole 7. Mała Szczeka — pole 8. Nawsie — łąka 9. Ogrody — pole 10. Pastwisko — pole, łąka 11. Przeczki — pole 12. Przy Rzece — pole 13. Turski Las — las 14. Za Górą — pole, łąka |

## Literatura
1. Kaczmarek Leon (red. nauk. zeszytu), Taszycki Witold (red. nauk. wyd.): Urzędowe Nazwy miejscowości i obiektów fizjograficznych. 33. Powiat staszowski województwo kieleckie. Komisja ustalania nazw miejscowości i obiektów fizjograficznych (do użytku służbowego). Z: 33. Warszawa: Urząd Rady Ministrów. Biuro do Spraw Prezydiów Rad Narodowych, 1970. Brak numerów stron w książce